# Daniela Druncea
Daniela Druncea (Buftea, 2 novembre 1990) è una ginnasta e canottiera rumena, vincitrice della medaglia di bronzo nell'otto a Rio de Janeiro 2016.

## Palmarès

### Canottaggio
- Olimpiadi

Rio de Janeiro 2016: bronzo nell'8.
- Mondiali

Chungju 2013: argento nell'8.
Sarasota 2017: oro nell'8.
- Europei

Siviglia 2013: oro nel 2 senza; oro nell'8.
Belgrado 2014: oro nell'8.
Poznań 2015: bronzo nell'8.
Račice 2017: oro nell'8.
Glasgow 2018: oro nell'8.
Poznań 2020: oro nell'8.

### Ginnastica artistica
- Mondiali

Stoccarda 2007: bronzo nel concorso a squadre.